# Ciril Pucko
Ciril Pucko, slovenski politik, poslanec in ekonomist, * 7. september 1958.

## Življenjepis
Leta 1992 je bil izvoljen v 1. državni zbor Republike Slovenije; v tem mandatu je bil član naslednjih delovnih teles:
- Komisija po Zakonu o nezdružljivosti opravljanja javne funkcije s pridobitno dejavnostjo (predsednik; do 23. julija 1996),
- Preiskovalna komisija za parlamentarno preiskavo o sumu zlorabe javnih pooblastil v poslovanju podjetij HIT d.o.o., Nova Gorica, Elan, Slovenske železarne, banke, ki so v sanacijskem postopku, dodelite koncesij za uvoz sladkorja tudi za potrebe državnih rezerv (podpredsednik; do 23. julija 1996),
- Komisija za narodni skupnosti (do 23. julija 1996) in
- Odbor za nadzor proračuna in drugih javnih financ (do 23. julija 1996).

Mandat poslanca mu je potekel 11. septembra 1996; nadomestil ga je Jože Rajšp.
Znan je postal s tem, ko je pri potrjevanju Drnovškove vlade prestopil iz poslanske skupine SKD v poslansko skupino LDS in s tem podpornikom Drnovška prinesel glas večine, pred tem je imela desna politična opcija 45 glasov in leva 43 + 2 glasova poslancev italijanske in madžarske narodne manjšine.